# Saxifraga fragilis
A Saxifraga fragilis a kőtörőfű-virágúak (Saxifragales) rendjébe, ezen belül a kőtörőfűfélék (Saxifragaceae) családjába tartozó faj.

## Előfordulása
A Saxifraga fragilis előfordulási területe Franciaország déli hegyvidékei, valamint Spanyolország északkeleti része. 300-2350 méteres tengerszint feletti magasságok között található meg.

## Alfaja
- Saxifraga fragilis subsp. paniculata (Pau) Muñoz Garm. & P.Vargas

## Megjelenése
Ez a kőtörőfű 25 centiméter magas évelő növény. A szárai szétágazóak. A levelei apró levélkéké szakadnak szét. A fehér virágai ötszirmúak; a szirmon 3-3 hosszanti érrel; a bibék világos sárgák.

## Képek

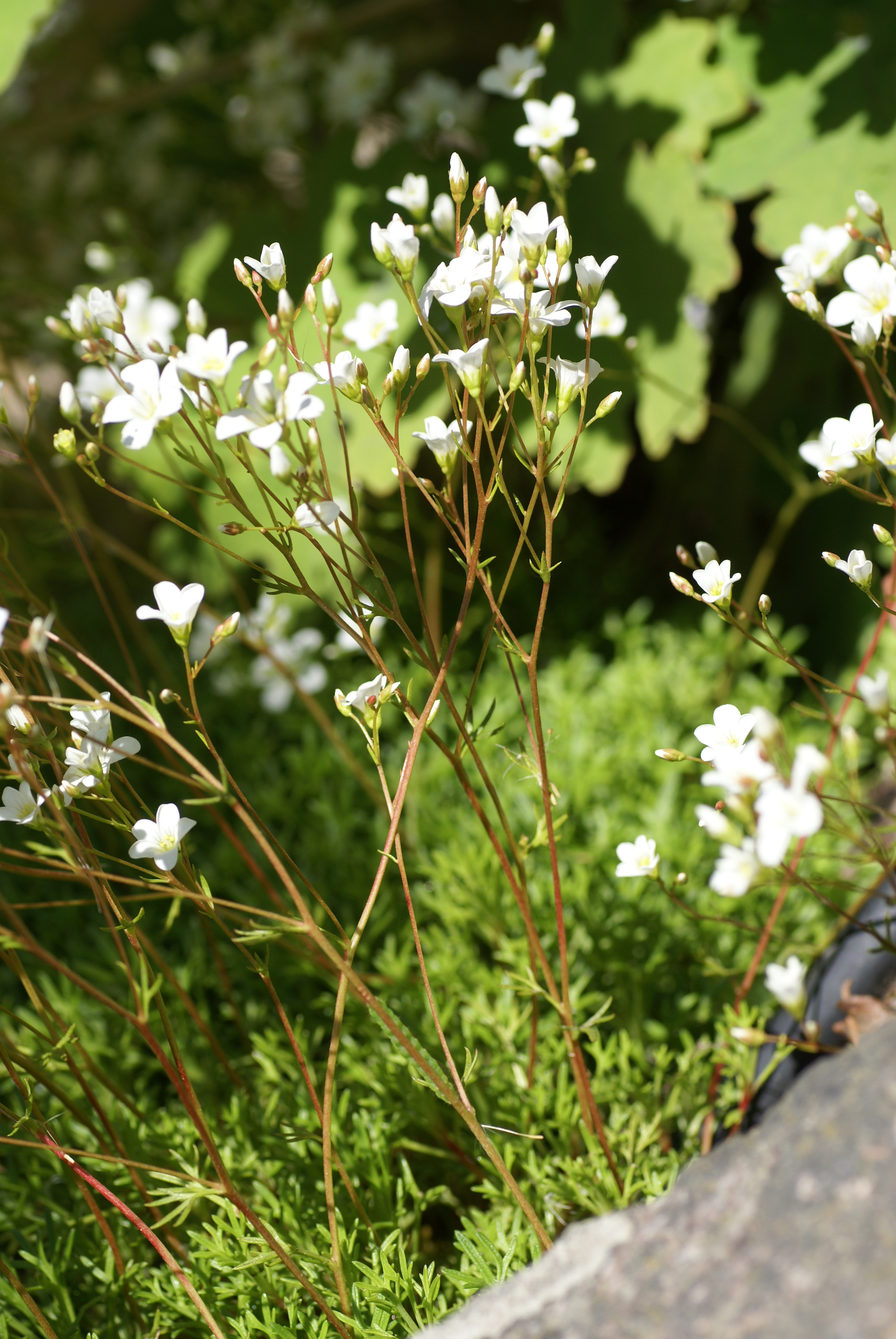
A növény
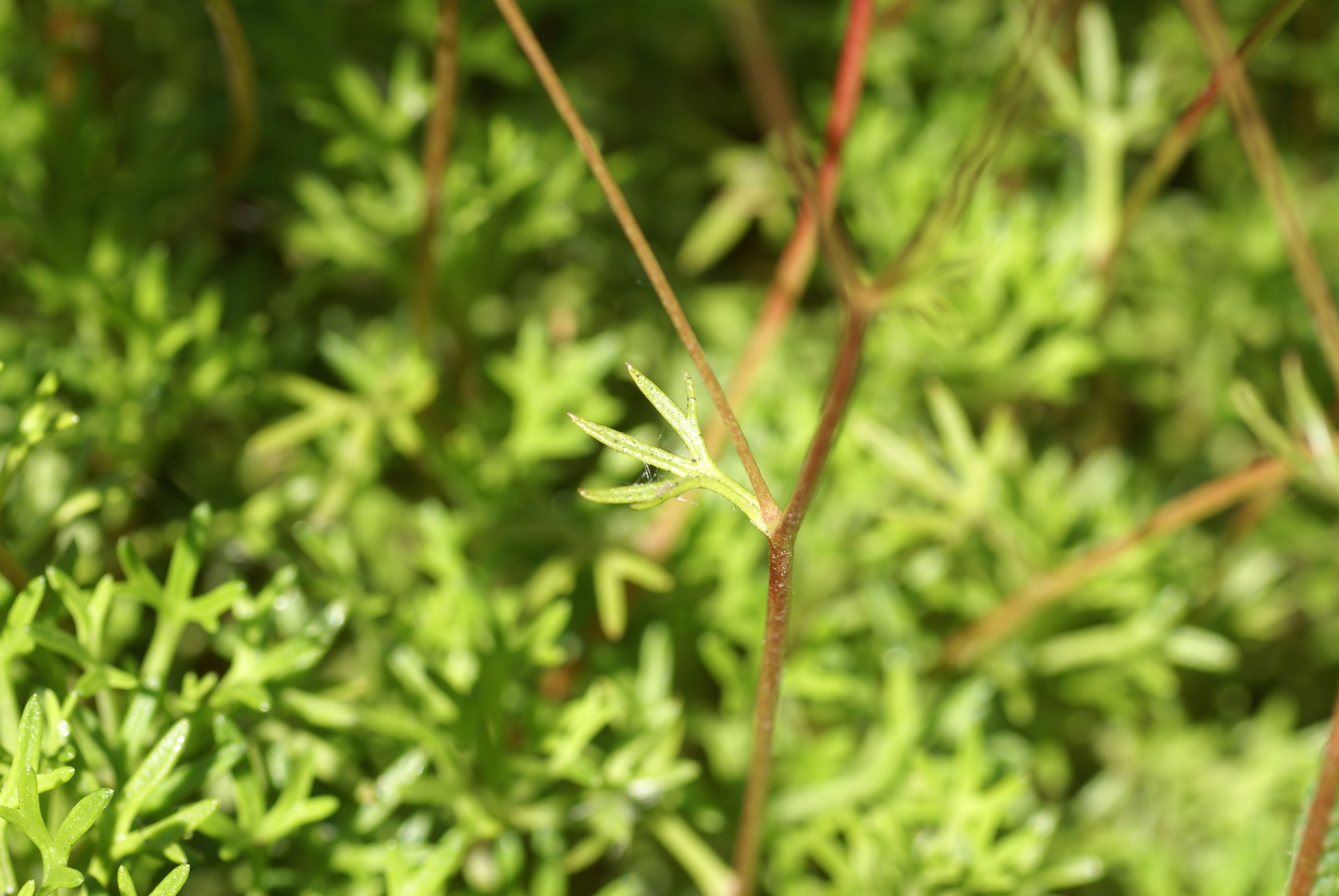
Levelei
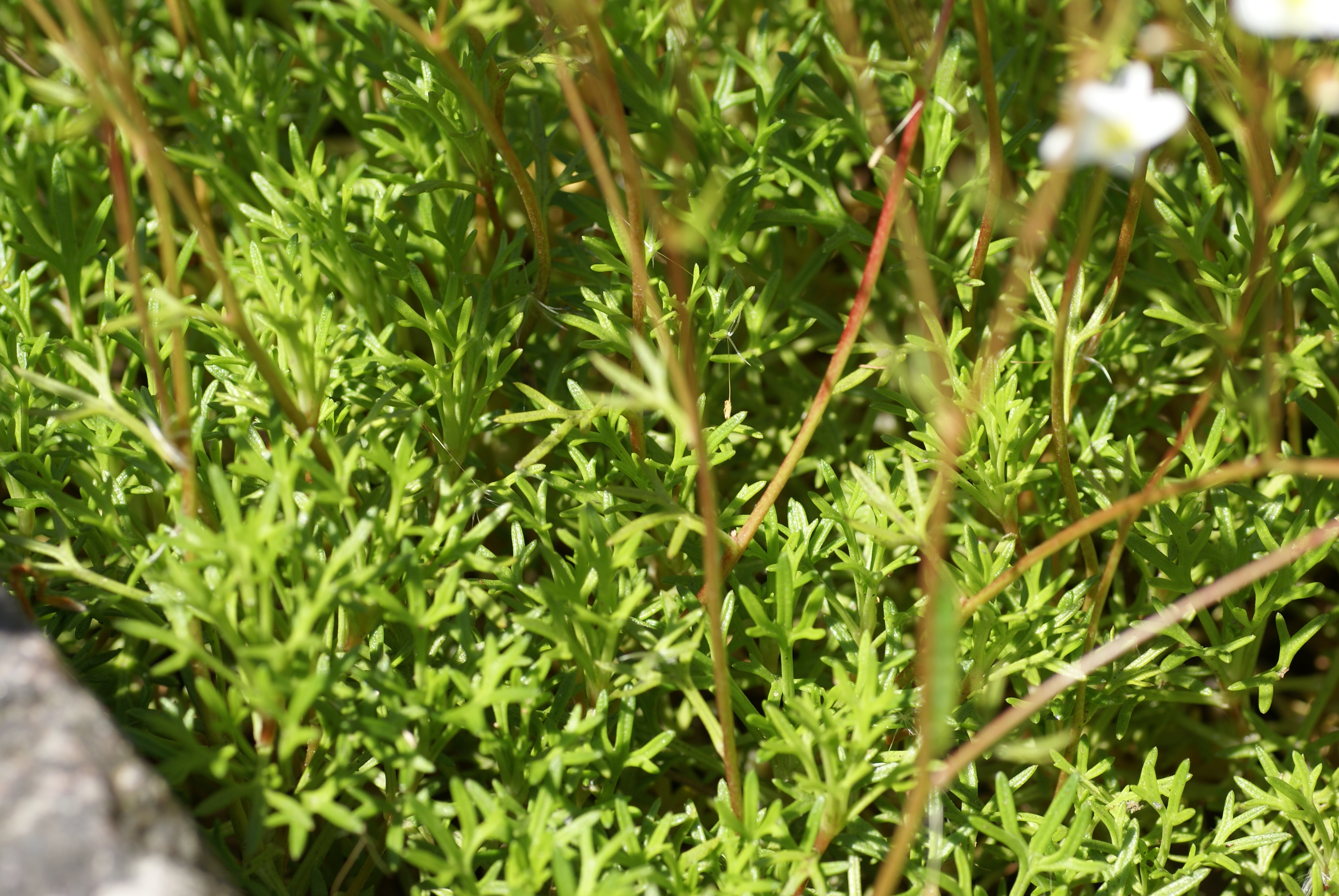
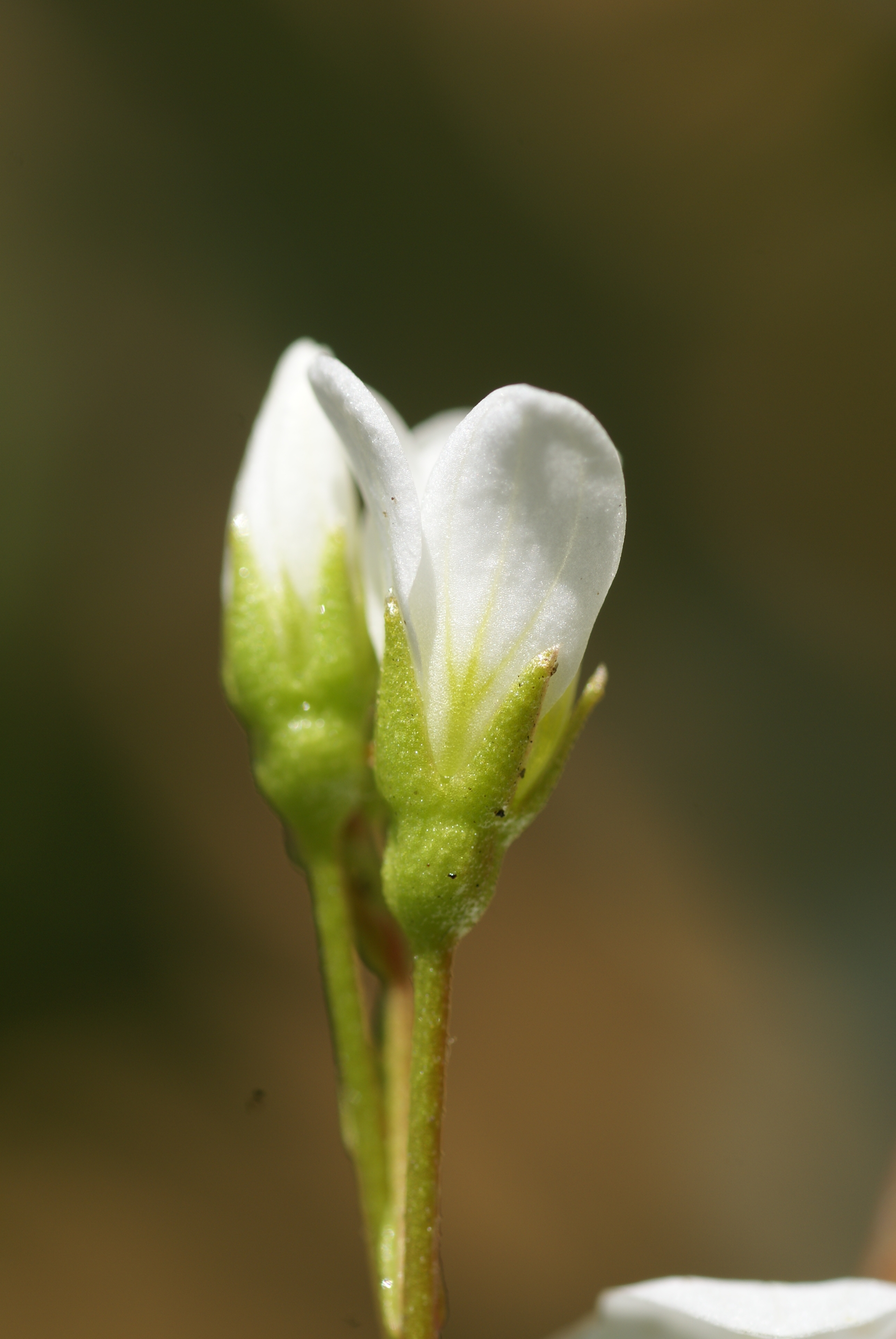
Virágai
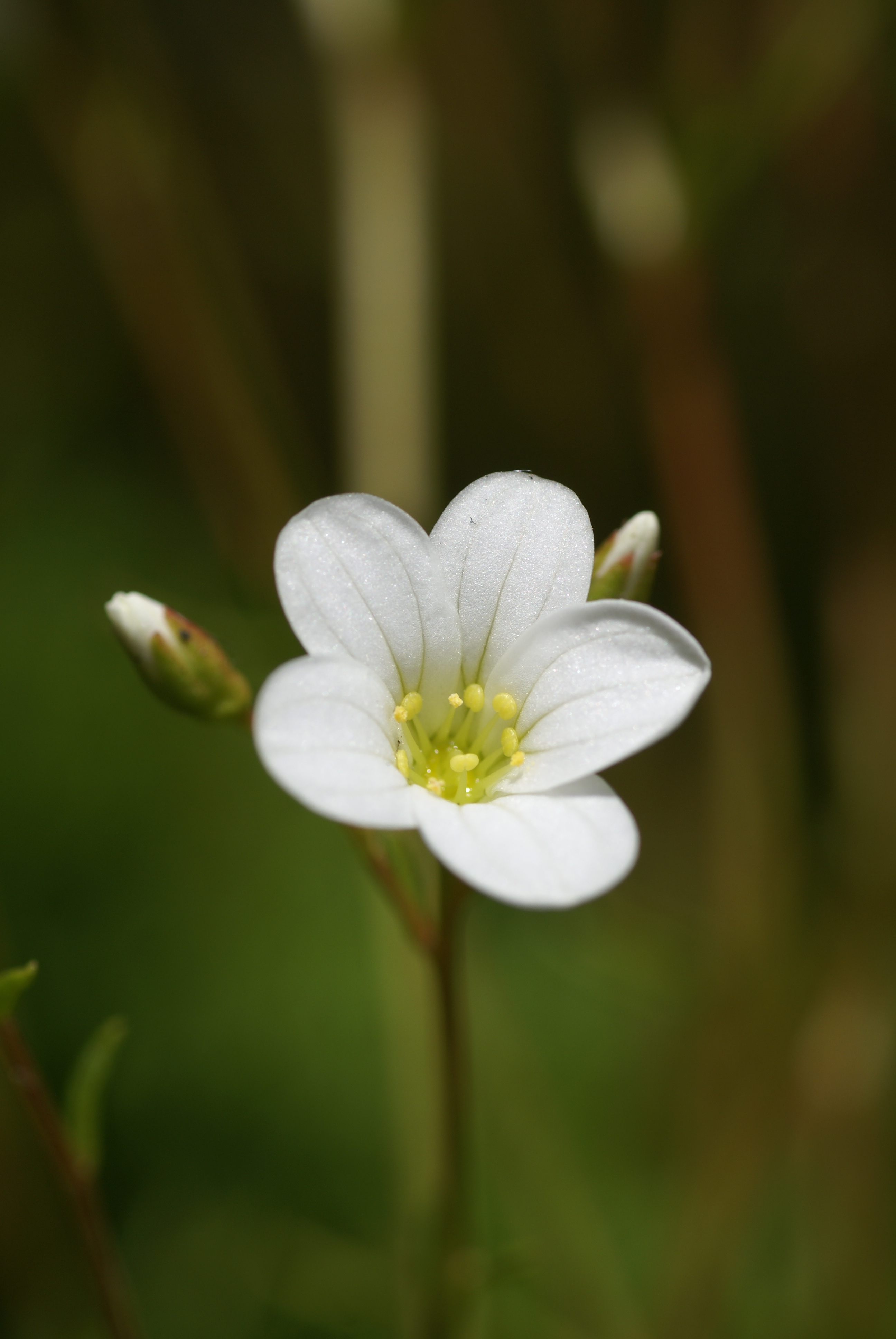